# エジプト第4王朝
エジプト第4王朝（えじぷとだいよんおうちょう 紀元前2613年頃 - 紀元前2498年頃）は、エジプト古王国時代の古代エジプト王朝。古代エジプト文明を代表する建造物であるギザの大ピラミッドが建設された当時の王朝である。

## 歴史

紀元前25世紀頃の古代オリエント

プトレマイオス朝期の歴史家であるマネトは、エジプト第4王朝が「異なる家系に属する」8人のメンフィスの王によって統治されたと記録している。マネトによる記録は、古い時代については王統等が不正確な場合が多いが、第4王朝時代になると王名等においては同定可能なものも登場する。他にヘロドトスやディオドロスもこの王朝の王に言及した記録を残している。

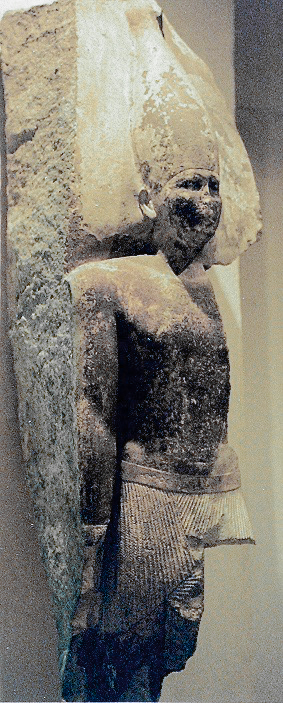
スネフェル像。エジプト考古学博物館収蔵（カイロ）

同時代史料や古代エジプトの文献史料から知られる第4王朝最初のファラオはスネフェルである。彼は上エジプト第16県で生まれた。そのため、第16県は彼が王位についた後メナト・スネフェル（「スネフェルの乳母」の意）と呼ばれるようになった。スネフェルはエジプト第3王朝の最後の王フニと下級の王妃メルサンク1世の息子であると考えられている。彼はフニとより上位の王妃との間の王女、ヘテプヘレス1世と結婚することでより強固な血統的正統性を確保し、フニの没後にファラオとなった。彼の即位以後が第4王朝に分類されている。
スネフェルについての記録は多いとは言えないが、彼の即位については『カゲムニの教訓』と呼ばれる文学作品に記録が残されている。また、パレルモ石に残された後代の碑文によれば、彼は治世第2年にヌビアに侵攻して勝利を収め、7000人の捕虜と20万頭の家畜を獲得したという。ヌビアへの侵攻はエジプト第1王朝、第2王朝時代にも記録があるが、恐らくスネフェルによるヌビア侵攻は初めて同国を真に服属させるほどの規模であった。シナイ半島方面への外征も記録されており、遊牧民にも打撃を与えたことが記録されている。
国制の整備も進められた。スネフェルの治世は国家機構にも顕著な変化が認められる時代である。スネフェルの王子ネフェルマートが宰相に就任した。この職は第4王朝時代の行政組織の最高位であり、その下に国庫管理・建築労働を統括する諸部門がおかれた。上位官職は王族が中心となり、大規模な建築活動やプロジェクトを実施する組織体系が形成され始めた。スネフェルは第3王朝時代のピラミッド建造を引き継ぎ、大規模ピラミッドを複数建設している。彼の時代のピラミッドは、より整備された形状を目指した技術的な模索の跡が見て取れる。こうした努力はやがてスネフェルとヘテプヘレス1世の子、クフが王位を継いだ後に大ピラミッドとなって結実することになる。こういった大規模建築を支えたのが、スネフェル以来整備されていった行政組織とそれによって齎される領土からの歳入や、労働力の集約であった。
スネフェルの跡を継いだクフは、父と同じ上エジプト第16県で生まれた。クフは父が進めた行政組織の整備と外征を引き継いだと考えられる。彼は父と同じくシナイ半島に出兵し、鉱山を「守護」したという。クフ王の時代の特筆すべき事業はギーザ（ギザ）におけるピラミッド建設である。彼の立てたギーザのピラミッドは高さ146メートル、一辺約230メートルという巨大建造物であり、建設には20000人から25000人の労働力が必要であったといわれている。これはヘロドトスによる記録に比べ少ないが、当時のエジプトの推定人口の1％以上であり、クフ時代の第4王朝の国力を示して余りある記念碑である。
クフの没後に王位をついだのはクフの息子ジェドエフラーであった。ジェドエフラーの治世は8年と推定されているが記録が乏しい。判明していることの中で重要なことはジェドエフラーが歴史上初めて自らを「太陽神ラーの子」としたことである。この主張は後のエジプト王に受け継がれていくことになる。ジェドエフラーの後、彼の異母兄弟にあたるカフラーが王位を継いだ。カフラーもまた父と同じく巨大ピラミッドの建造によって名高い。彼のピラミッドはアスワン産の赤色花崗岩がふんだんに使われており、ナイル川の上流域まで安定した支配が及んでいたことがうかがえる。ヘロドトスはこのことに言及しカフラー（ケプノス）のピラミッドにはエチオピアの石が使われていると述べている。
カフラーの次代の王は、恐らくはマネトの記録にある統治年数不明のビケリスにあたる人物で、短い統治があったと推定される。そのエジプトでの名前は、碑文からバカ (Ba-Ka) もしくはバウエフラー (Bau-ef-Rê) であると考えられるが、確定していない。その後カフラーと王妃カメレルネブティ1世の子メンカウラーが王位を継いだ。メンカウラーもまたギーザの大ピラミッドの建設者であるが、彼の建造したピラミッドは先の2基に比べてかなり小ぶりになっている。これを国力減退の証拠と見るかどうかは学者間で立場が必ずしも一定しないが、彼以後のピラミッドの規模が急激に縮小している点は重視される。ヘロドトスはメンカウラー（ミュケリノス）が、かつてエジプトに君臨した王の中で最もエジプト人に賞賛されているとして、空想的な寓話をいくつも記録している。
メンカウラーの後の第4王朝の歴史は不明瞭である。メンカウラーと王妃カメレルネブティ2世の長男クエンラーは恐らく父より先に死んだ。跡を継いだのは別の王子シェプセスカフであり4年ほど統治した。マネトによれば第4王朝はタンプティスで終わりを告げた。これはほとんど記録のないジェドエフプタハというファラオと同一人物であるかもしれない。しかし彼らの治世は短く、その詳細も明らかでない。間もなく第5王朝が開かれた（紀元前2498年頃）。第2中間期に記されたと考えられるウェストカー・パピルスと呼ばれる文書に記された『魔法使いジェディの物語』には第4王朝と第5王朝の交代が次のように描かれている。
クフが気晴らしのために王子達に珍しい物語（奇蹟）を語るように命じた。王子達は様々な物語を披露したが、最後の王子は物語を語るのではなく魔法使いのジェディを連れてきてクフの前で奇蹟を演じさせた。クフはジェディに未来を問うと、ジェディはクフに予言を聞かせた。「あなたの王朝はあなたの息子カフラーと孫のメンカウラーの治世の間だけ存続することでしょう。そして太陽神ラーの子孫であり、下エジプトの太陽神の聖地に仕えるラー神官の妻レドジェデトの子孫として生まれる新しい王家により王位を奪われることになるでしょう。」その後、レドジェデトはイシス神、ネフティス神、メスケネト神、ヘケト神、クヌム神の助けを得て三つ子を産んだ。三人の子にはイシス神によってウセルカフ、サフラー、ネフェルイルカラー・カカイの名が与えられた。
その後の物語の末尾部分は失われているが恐らく予言通り第4王朝と第5王朝が交代したことが綴られていたと考えられている。この物語は到底史実として見ることは出来ないが、エジプトに古王国時代から長く伝わった俗話であると考えられる。

## ピラミッド
第4王朝は史上最大のピラミッド建築が行われた王朝である。ピラミッド建設は第3王朝時代のジェセル王のピラミッド建設以来、第3王朝の歴代王が継続したが、それらはいずれも階段ピラミッド、またはその変形である。そして大規模なものの多くは未完成であったり、崩壊してしまっている。これは国力の問題でもあり、また技術的な問題でもあったと推定される。第4王朝最初の王スネフェルは第3王朝時代の建設政策を引き継いで大規模なピラミッドを建造した。しかし、その建築様式は第3王朝時代とは様変わりし、階段ピラミッド様式から真正ピラミッドへの移行が模索された。真正ピラミッドとは、旧来のピラミッドのように階段状の外観を持つのではなく、直線のラインを持った方錐形のピラミッドである。方錐形は太陽光線を具現化したものであると考えられており、王権と太陽神信仰との結びつきが強くなったこの時代に王は死後階段ではなく太陽光線を通って昇天するとされたことが反映している。方錐の斜面角は52度が理想とされた。この角度はヘリオポリスの聖なる石ベンベンに由来すると考えられている。
スネフェルによって建設されたピラミッドは3基ある。屈折ピラミッド、赤いピラミッド、崩れピラミッドの三つがそれである。これらのピラミッドはいずれもその形状が特異な物であり、理屈の上では理想とされたピラミッドを建設を目指した時の試行錯誤の跡が見て取れる。最初に建設された屈折ピラミッドは、高さ101メートル、一辺189メートルの規模を持ち、その名の通り途中で斜面の角度が変更されて「屈折」している。これは一般には、階段ピラミッドと同じ石積みの方法で方錐形のピラミッドを建設しようとしたが、工事途中でこのまま建設した場合に構造的にピラミッドが自重に耐えられなくなると判断されて設計変更を施されたものであると言われている。

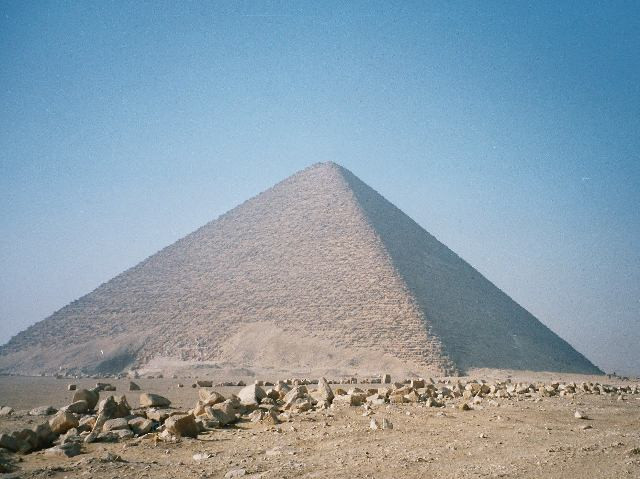
スネフェル王の赤いピラミッド。緩い傾斜角が確認できる。

次に建設された赤いピラミッドは、石積みの方法を従来の傾斜積みから水平積みと呼ばれる方法に変更して建造され、初めて直線のラインを持った方錐形のピラミッドとして完成した。しかし、斜面の角度は43度余りであり、理想とされた52度には遠く及ばなかった。そこで次のピラミッドは、既にある階段ピラミッドを埋めて建設するという方法が試された。第3王朝最後の王フニが残した階段ピラミッドの外側に石積みを追加して高さ92メートル、一辺144メートル、傾斜角約52度のピラミッドが建設された。しかしこの方法で作られたピラミッドは耐久性が乏しかったらしく、後に外装部分が崩落して崩れピラミッドとなった。
しかし、一時的にでも求められた形状のピラミッドが完成したことは大きな遺産となり、崩れピラミッドの建設を通して得られた経験によって真正ピラミッドの建築方法がほぼ完成された。なお、スネフェルが建造したピラミッドはいずれも試行錯誤の中で生まれた特殊な形状をしてはいるが、ピラミッド複合体（ピラミッド・コンプレックス）と呼ばれる付属施設を備えたものであり、建築方法の模索のためにだけ建設されたものではない。

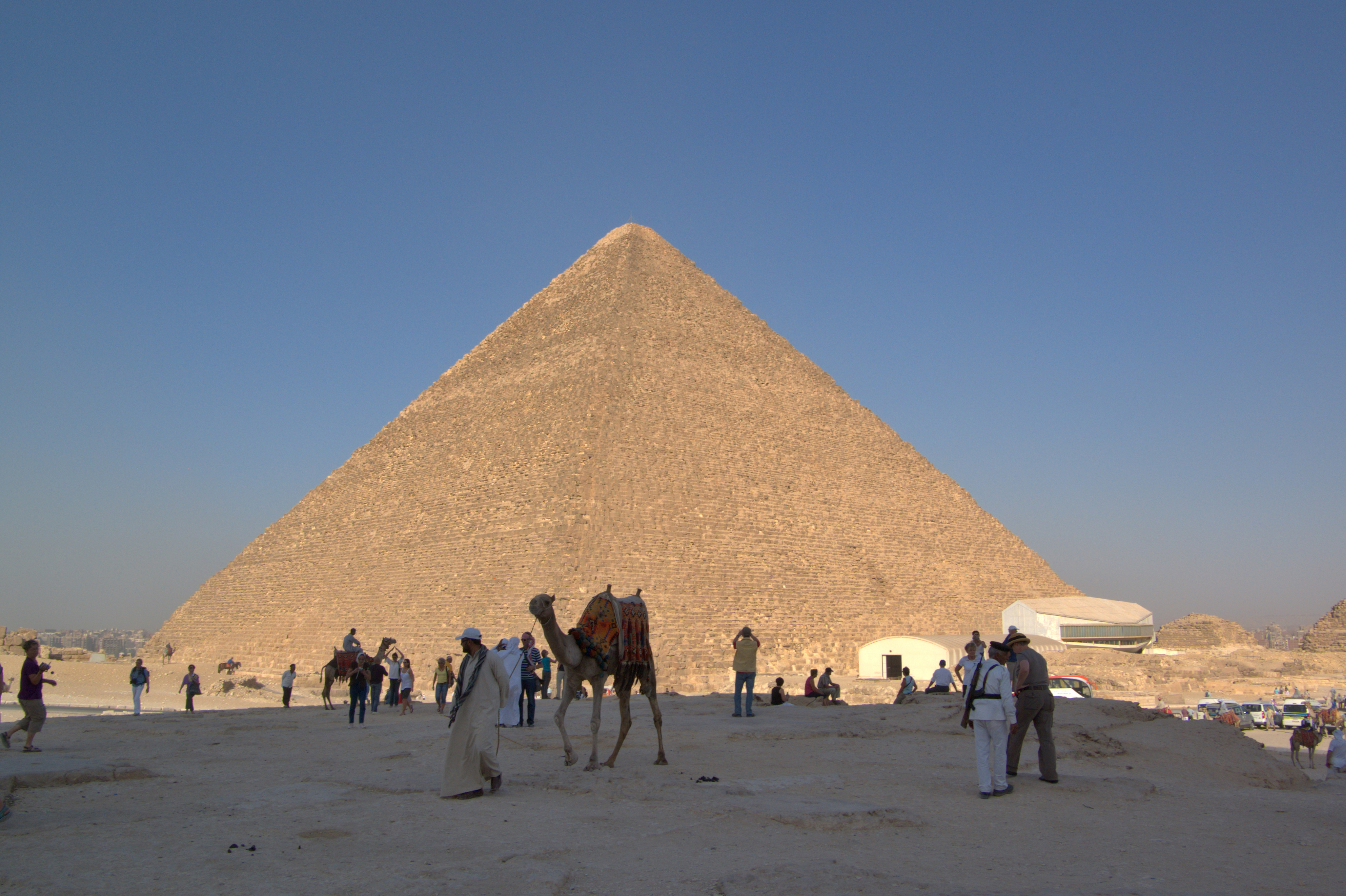
クフ王の大ピラミッド。

やがてスネフェルの跡を継いだクフの時代になって、完璧な真正ピラミッドであるクフ王の大ピラミッドが完成した。これは今日でもピラミッド型の建造物の中では世界最大の規模を持ち、高さ146.5メートル、一辺約230メートル、傾斜角51.5度となっている。その後のカフラーのピラミッドもクフのピラミッドとほぼ同じ規模を持って建設され、今日まで残っている。ギーザの三大ピラミッドの最後の1つであるメンカウラーのピラミッドは、前の二つに比較して半分以下の規模（容積は8分の1）しか持たない。
これは国力の衰退の証とは見られていない。その後の第5王朝の建設したピラミッドも極めて小規模であり、また第6王朝時代までピラミッドの大きさはほとんど一定のまま変化しない。これは王権にとってのピラミッドの位置付け、或いは建造目的が変化したためであるとされる。事実、クフの時代を頂点として、カフラーの時代には既にピラミッド建築の縮小が確認されるのである。
ピラミッド建築の詳細や変遷については、ピラミッドの項目、及び各ピラミッドの項目を参照
ヘロドトスはエジプト人自身の言として、ピラミッドが過酷な労役によって建設されたとしている。しかし、ワークマンズビレッジと呼ばれる当時の労働者の遺跡等での発掘調査の結果、その労働者には休暇等社会保障も与えられていたことが明らかとなり、奴隷による過酷な労働の成果という認識は古いものとなっている。
こうしたことから、冷戦期にはピラミッドの建設には農閑期の公共事業としての側面があったとする公共事業説が普及した。これは日本においては早稲田大学のエジプト学者吉村作治によって提唱され、イギリスでは考古学者バリー・ケンプが同様の説を唱えた。しかし、考古学者の河江肖剰はピラミッド建設によって需要を生み出し、失業対策のような「経済波及効果」をもたらしたり、ピラミッド建設を官僚による資源の集中管理と結び付ける「公共事業説」は、資本主義と社会主義の対立という冷戦時代の世相を反映したものであり、まして公共事業をピラミッド建設の「目的」とし、同時に唱えられた「ピラミッドは王墓ではない」とするような見解は不正確であると指摘している。

## 歴代王
| 王名（アフリカヌスの引用による） | 対応する王名       | 備考                                                                 |
| -------------------------------- | ------------------ | -------------------------------------------------------------------- |
| ソリス                           | スネフェル         |                                                                      |
| スフィス1世                      | クフ               | ヘロドトスの記録ではケオプス、ディオドロスの記録ではケンミス         |
| スフィス2世                      | カフラー           | ヘロドトスの記録ではケフレン、ディオドロスの記録ではカプリエス       |
| メンケレス                       | メンカウラー       | ヘロドトスの記録ではミュケリノス、ディオドロスの記録ではメンケリノス |
| ラトイセス                       |                    |                                                                      |
| ビケリス                         | バウエフラー       |                                                                      |
| セベルケレス                     | シェプセスカフ     |                                                                      |
| タンフティス                     | ジェドエフプタハ？ |                                                                      |

| ホルス名         | カルトゥーシュ名 | 在位          | 備考                                                                                                 |
| ---------------- | ---------------- | ------------- | --- |
| ネフェルマート   | スネフェル       | 前2613-前2589 | 第3王朝最後の王フニの息子と見られる。                                                                |
| メジェドゥ       | クフ             | 前2589-前2566 | エジプト最大のピラミッドを建造した。                                                                 |
| ケペル           | ジェドエフラー   | 前2566-前2558 | 初めてサ・ラー（ラーの子）を名乗った。ギーザではなくアブ・ロアシュにピラミッドを建造しようと試みた。 |
| ウセルイブ       | カフラー         | 前2558-前2532 | ギーザの第2ピラミッドを建造した。                                                                    |
| 不明             | バカ             | 前2532-前2532 | バウエフラーとも。即位の事実ははっきりしない。                                                       |
| カイケト         | メンカウラー     | 前2532-前2504 | ギーザの第3ピラミッドを建造した。                                                                    |
| シェプセスイケト | シェプスセスカフ | 前2504-前2500 | ピラミッドではなくマスタバ墓を建造した。                                                             |
| 不明             | ジェドエフプタハ | 前2500-前2498 | 詳細不明                                                                                             |

### 系図
|  |  |               |               |               |               |               |               |               |               |               |               |        |        | 第3王朝         |                 |                 |                 |                 |                 |                 |                 |                 |                 |                 |                 |                 |                 |                 |                 |                 |                 |  |  |                   |                   |                   |                   |                   |                   |          |          |                  |                  |                  |                  |                     |                     |                     |                     |                     |                     |                     |                     |                     |                     |  |  |  |  |
|  |  |               |               |               |               |               |               |               |               |               |               |        |        |                 |                 |                 |                 |                 |                 |                 |                 |                 |                 |                 |                 |                 |                 |                 |                 |                 |                 |  |  |                   |                   |                   |                   |                   |                   |          |          |                  |                  |                  |                  |                     |                     |                     |                     |                     |                     |                     |                     |                     |                     |  |  |  |  |
|  |  | メルサンク1世 | メルサンク1世 | メルサンク1世 | メルサンク1世 | メルサンク1世 | メルサンク1世 |               |               |               |               |        |        | フニ            | フニ            | フニ            | フニ            | フニ            | フニ            |                 |                 |                 |                 |                 |                 | 王妃            | 王妃            | 王妃            | 王妃            | 王妃            | 王妃            |  |  |                   |                   |                   |                   |                   |                   |          |          |                  |                  |                  |                  |                     |                     |                     |                     |                     |                     |                     |                     |                     |                     |  |  |  |  |
|  |  | メルサンク1世 | メルサンク1世 | メルサンク1世 | メルサンク1世 | メルサンク1世 | メルサンク1世 |               |               |               |               |        |        | フニ            | フニ            | フニ            | フニ            | フニ            | フニ            |                 |                 |                 |                 |                 |                 | 王妃            | 王妃            | 王妃            | 王妃            | 王妃            | 王妃            |  |  |                   |                   |                   |                   |                   |                   |          |          |                  |                  |                  |                  |                     |                     |                     |                     |                     |                     |                     |                     |                     |                     |  |  |  |  |
|  |  |               |               |               |               |               |               |               |               |               |               |        |        |                 |                 |                 |                 |                 |                 |                 |                 |                 |                 |                 |                 |                 |                 |                 |                 |                 |                 |  |  |                   |                   |                   |                   |                   |                   |          |          |                  |                  |                  |                  |                     |                     |                     |                     |                     |                     |                     |                     |                     |                     |  |  |  |  |
|  |  |               |               |               |               | スネフェル    | スネフェル    | スネフェル    | スネフェル    | スネフェル    | スネフェル    |        |        |                 |                 |                 |                 |                 |                 |                 |                 | ヘテプヘレス1世 | ヘテプヘレス1世 | ヘテプヘレス1世 | ヘテプヘレス1世 | ヘテプヘレス1世 | ヘテプヘレス1世 |                 |                 |                 |                 |  |  |                   |                   |                   |                   |                   |                   |          |          |                  |                  |                  |                  |                     |                     |                     |                     |                     |                     |                     |                     |                     |                     |  |  |  |  |
|  |  |               |               |               |               | スネフェル    | スネフェル    | スネフェル    | スネフェル    | スネフェル    | スネフェル    |        |        |                 |                 |                 |                 |                 |                 |                 |                 | ヘテプヘレス1世 | ヘテプヘレス1世 | ヘテプヘレス1世 | ヘテプヘレス1世 | ヘテプヘレス1世 | ヘテプヘレス1世 |                 |                 |                 |                 |  |  |                   |                   |                   |                   |                   |                   |          |          |                  |                  |                  |                  |                     |                     |                     |                     |                     |                     |                     |                     |                     |                     |  |  |  |  |
|  |  |               |               |               |               |               |               |               |               |               |               |        |        |                 |                 |                 |                 |                 |                 |                 |                 |                 |                 |                 |                 |                 |                 |                 |                 |                 |                 |  |  |                   |                   |                   |                   |                   |                   |          |          |                  |                  |                  |                  |                     |                     |                     |                     |                     |                     |                     |                     |                     |                     |  |  |  |  |
|  |  |               |               |               |               | メリタテス1世 | メリタテス1世 | メリタテス1世 | メリタテス1世 | メリタテス1世 | メリタテス1世 |        |        |                 |                 |                 |                 | クフ            | クフ            | クフ            | クフ            | クフ            | クフ            |                 |                 |                 |                 |                 |                 |                 |                 |  |  |                   |                   |                   |                   |                   |                   |          |          | ヘヌトセン       | ヘヌトセン       | ヘヌトセン       | ヘヌトセン       | ヘヌトセン          | ヘヌトセン          |                     |                     |                     |                     |                     |                     |                     |                     |  |  |  |  |
|  |  |               |               |               |               | メリタテス1世 | メリタテス1世 | メリタテス1世 | メリタテス1世 | メリタテス1世 | メリタテス1世 |        |        |                 |                 |                 |                 | クフ            | クフ            | クフ            | クフ            | クフ            | クフ            |                 |                 |                 |                 |                 |                 |                 |                 |  |  |                   |                   |                   |                   |                   |                   |          |          | ヘヌトセン       | ヘヌトセン       | ヘヌトセン       | ヘヌトセン       | ヘヌトセン          | ヘヌトセン          |                     |                     |                     |                     |                     |                     |                     |                     |  |  |  |  |
|  |  |               |               |               |               |               |               |               |               |               |               |        |        |                 |                 |                 |                 |                 |                 |                 |                 |                 |                 |                 |                 |                 |                 |                 |                 |                 |                 |  |  |                   |                   |                   |                   |                   |                   |          |          |                  |                  |                  |                  |                     |                     |                     |                     |                     |                     |                     |                     |                     |                     |  |  |  |  |
|  |  |               |               |               |               |               |               |               |               |               |               |        |        |                 |                 |                 |                 |                 |                 |                 |                 |                 |                 |                 |                 |                 |                 |                 |                 |                 |                 |  |  |                   |                   |                   |                   |                   |                   |          |          |                  |                  |                  |                  |                     |                     |                     |                     |                     |                     |                     |                     |                     |                     |  |  |  |  |
|  |  |               |               |               |               |               |               |               |               | カワブ        | カワブ        | カワブ | カワブ | カワブ          | カワブ          |                 |                 | ヘテプヘレス2世 | ヘテプヘレス2世 | ヘテプヘレス2世 | ヘテプヘレス2世 | ヘテプヘレス2世 | ヘテプヘレス2世 |                 |                 | ジェドエフラー  | ジェドエフラー  | ジェドエフラー  | ジェドエフラー  | ジェドエフラー  | ジェドエフラー  |  |  |                   |                   |                   |                   | カフラー          | カフラー          | カフラー | カフラー | カフラー         | カフラー         |                  |                  | カメレルネブティ1世 | カメレルネブティ1世 | カメレルネブティ1世 | カメレルネブティ1世 | カメレルネブティ1世 | カメレルネブティ1世 |                     |                     |                     |                     |  |  |  |  |
|  |  |               |               |               |               |               |               |               |               | カワブ        | カワブ        | カワブ | カワブ | カワブ          | カワブ          |                 |                 | ヘテプヘレス2世 | ヘテプヘレス2世 | ヘテプヘレス2世 | ヘテプヘレス2世 | ヘテプヘレス2世 | ヘテプヘレス2世 |                 |                 | ジェドエフラー  | ジェドエフラー  | ジェドエフラー  | ジェドエフラー  | ジェドエフラー  | ジェドエフラー  |  |  |                   |                   |                   |                   | カフラー          | カフラー          | カフラー | カフラー | カフラー         | カフラー         |                  |                  | カメレルネブティ1世 | カメレルネブティ1世 | カメレルネブティ1世 | カメレルネブティ1世 | カメレルネブティ1世 | カメレルネブティ1世 |                     |                     |                     |                     |  |  |  |  |
|  |  |               |               |               |               |               |               |               |               |               |               |        |        |                 |                 |                 |                 |                 |                 |                 |                 |                 |                 |                 |                 |                 |                 |                 |                 |                 |                 |  |  |                   |                   |                   |                   |                   |                   |          |          |                  |                  |                  |                  |                     |                     |                     |                     |                     |                     |                     |                     |                     |                     |  |  |  |  |
|  |  |               |               |               |               |               |               |               |               |               |               |        |        |                 |                 |                 |                 |                 |                 |                 |                 |                 |                 |                 |                 |                 |                 |                 |                 |                 |                 |  |  |                   |                   |                   |                   |                   |                   |          |          |                  |                  |                  |                  |                     |                     |                     |                     |                     |                     |                     |                     |                     |                     |  |  |  |  |
|  |  |               |               |               |               |               |               |               |               |               |               |        |        | メレスアンク3世 | メレスアンク3世 | メレスアンク3世 | メレスアンク3世 | メレスアンク3世 | メレスアンク3世 |                 |                 |                 |                 |                 |                 | ネフェルヘテプ? | ネフェルヘテプ? | ネフェルヘテプ? | ネフェルヘテプ? | ネフェルヘテプ? | ネフェルヘテプ? |  |  |                   |                   |                   |                   |                   |                   |          |          | メンカウラー     | メンカウラー     | メンカウラー     | メンカウラー     | メンカウラー        | メンカウラー        |                     |                     | カメレルネブティ2世 | カメレルネブティ2世 | カメレルネブティ2世 | カメレルネブティ2世 | カメレルネブティ2世 | カメレルネブティ2世 |  |  |  |  |
|  |  |               |               |               |               |               |               |               |               |               |               |        |        | メレスアンク3世 | メレスアンク3世 | メレスアンク3世 | メレスアンク3世 | メレスアンク3世 | メレスアンク3世 |                 |                 |                 |                 |                 |                 | ネフェルヘテプ? | ネフェルヘテプ? | ネフェルヘテプ? | ネフェルヘテプ? | ネフェルヘテプ? | ネフェルヘテプ? |  |  |                   |                   |                   |                   |                   |                   |          |          | メンカウラー     | メンカウラー     | メンカウラー     | メンカウラー     | メンカウラー        | メンカウラー        |                     |                     | カメレルネブティ2世 | カメレルネブティ2世 | カメレルネブティ2世 | カメレルネブティ2世 | カメレルネブティ2世 | カメレルネブティ2世 |  |  |  |  |
|  |  |               |               |               |               |               |               |               |               |               |               |        |        |                 |                 |                 |                 |                 |                 |                 |                 |                 |                 |                 |                 |                 |                 |                 |                 |                 |                 |  |  |                   |                   |                   |                   |                   |                   |          |          |                  |                  |                  |                  |                     |                     |                     |                     |                     |                     |                     |                     |                     |                     |  |  |  |  |
|  |  |               |               |               |               |               |               |               |               |               |               |        |        |                 |                 |                 |                 |                 |                 |                 |                 |                 |                 |                 |                 |                 |                 |                 |                 |                 |                 |  |  |                   |                   |                   |                   |                   |                   |          |          |                  |                  |                  |                  |                     |                     |                     |                     |                     |                     |                     |                     |                     |                     |  |  |  |  |
|  |  |               |               |               |               |               |               |               |               |               |               |        |        |                 |                 |                 |                 |                 |                 |                 |                 |                 |                 |                 |                 | ウセルカフ      | ウセルカフ      | ウセルカフ      | ウセルカフ      | ウセルカフ      | ウセルカフ      |  |  | ケンタカウエス1世 | ケンタカウエス1世 | ケンタカウエス1世 | ケンタカウエス1世 | ケンタカウエス1世 | ケンタカウエス1世 |          |          | シェプスセスカフ | シェプスセスカフ | シェプスセスカフ | シェプスセスカフ | シェプスセスカフ    | シェプスセスカフ    |                     |                     |                     |                     |                     |                     |                     |                     |  |  |  |  |
|  |  |               |               |               |               |               |               |               |               |               |               |        |        |                 |                 |                 |                 |                 |                 |                 |                 |                 |                 |                 |                 | ウセルカフ      | ウセルカフ      | ウセルカフ      | ウセルカフ      | ウセルカフ      | ウセルカフ      |  |  | ケンタカウエス1世 | ケンタカウエス1世 | ケンタカウエス1世 | ケンタカウエス1世 | ケンタカウエス1世 | ケンタカウエス1世 |          |          | シェプスセスカフ | シェプスセスカフ | シェプスセスカフ | シェプスセスカフ | シェプスセスカフ    | シェプスセスカフ    |                     |                     |                     |                     |                     |                     |                     |                     |  |  |  |  |
|  |  |               |               |               |               |               |               |               |               |               |               |        |        |                 |                 |                 |                 |                 |                 |                 |                 |                 |                 |                 |                 |                 |                 |                 |                 |                 |                 |  |  |                   |                   |                   |                   |                   |                   |          |          |                  |                  |                  |                  |                     |                     |                     |                     |                     |                     |                     |                     |                     |                     |  |  |  |  |
|  |  |               |               |               |               |               |               |               |               |               |               |        |        |                 |                 |                 |                 |                 |                 |                 |                 |                 |                 |                 |                 | 第5王朝         |                 |                 |                 |                 |                 |  |  |                   |                   |                   |                   |                   |                   |          |          |                  |                  |                  |                  |                     |                     |                     |                     |                     |                     |                     |                     |                     |                     |  |  |  |  |